# 신백과사전
신백과사전(프랑스어: Encyclopédie nouvelle: Dictionnaire philosophique, scientifique, littéraire et industriel, offrant le tableau des connaissances humaines au XIXe siècle)은 페이르 레로와 장 르노가 1839년과 1840년 사이에 출간한 프랑스어 백과사전이며, 편자들의 사회주의 철학을 표출하였다.